# Palau dels Xirvanxàs
El palau dels Xirvanxàs (àzeri: Şirvanşahlar sarayı) és el monument més gran de la branca Shirvan-Absheron de l'arquitectura de l'Azerbaidjan, situat a la ciutat interior de Bakú. El complex conté l'edifici principal del palau, Divanhane, els panteons, la mesquita del shah amb un minaret, el mausoleu de Seyid Yahya Bakuvi, un portal a l'est (la porta de Murad), un pantà i els romanents de la casa de bany. Està inscrit en la llista del Patrimoni de la Humanitat de la UNESCO l'any 2000.
El palau està descrit a l'anvers dels bitllets azerbaidjanesos de 10.000 de 1994-2006, i del bitllet de 10 emès des de 2006.

## Història
Al segle xv, la dinastia de Xirvanxah sota Ibrahim I de Xirvan transferia la capital del seu país des de Shemakha fins a Bakú, i es comprometia a la construcció del palau. L'edifici es considera que és un complex commemoratiu construït al voltant del lloc sagrat de veneració (pir) i una tomba de Seyyid Yahya Bakuvi, que era un sant sufí Helwati. Els xirvanxàs eren patrons de l'orde sufí Helwati i Shirvanshah Khalilullah I estava enterrat amb la seva família a les terres del palau. Uns altres historiadors sostenen que l'edifici s'utilitzava com el palau del governant; tanmateix, les dues teories pateixen d'absència de proves. Se sap, tanmateix, que es considerava que els pous dins de les terres del "palau" tenien qualitats que guarien fins a temps recents, com era el turó on es construïa el palau.
Després de la conquesta de Safavid de Bakú el 1501, l'orde sufí fou expulsat i durant segles el «palau» caigué en ruïnes, i es coneixia a Bakú com Palau dels Kans de Bakú; aquest topònim va passar a la historiografia russa, fou citat primerament per Bartold.

## Arquitectura
L'edifici principal del complex fou començat el 1411 per xirvanxah Sheykh Ibrahim I. L'edifici de dues plantes del palau assoleix el mig centenar de diferents construccions i contorns connectats entre si entre tres sinuoses i estretes escales. El gran portal condueix directament des del pati a la segona planta, en un alt allotjament octaèdric cobert amb una cúpula. Un petit vestíbul, també octogonal, està situat al seu darrere, i el connecta amb la resta dels allotjaments del palau.

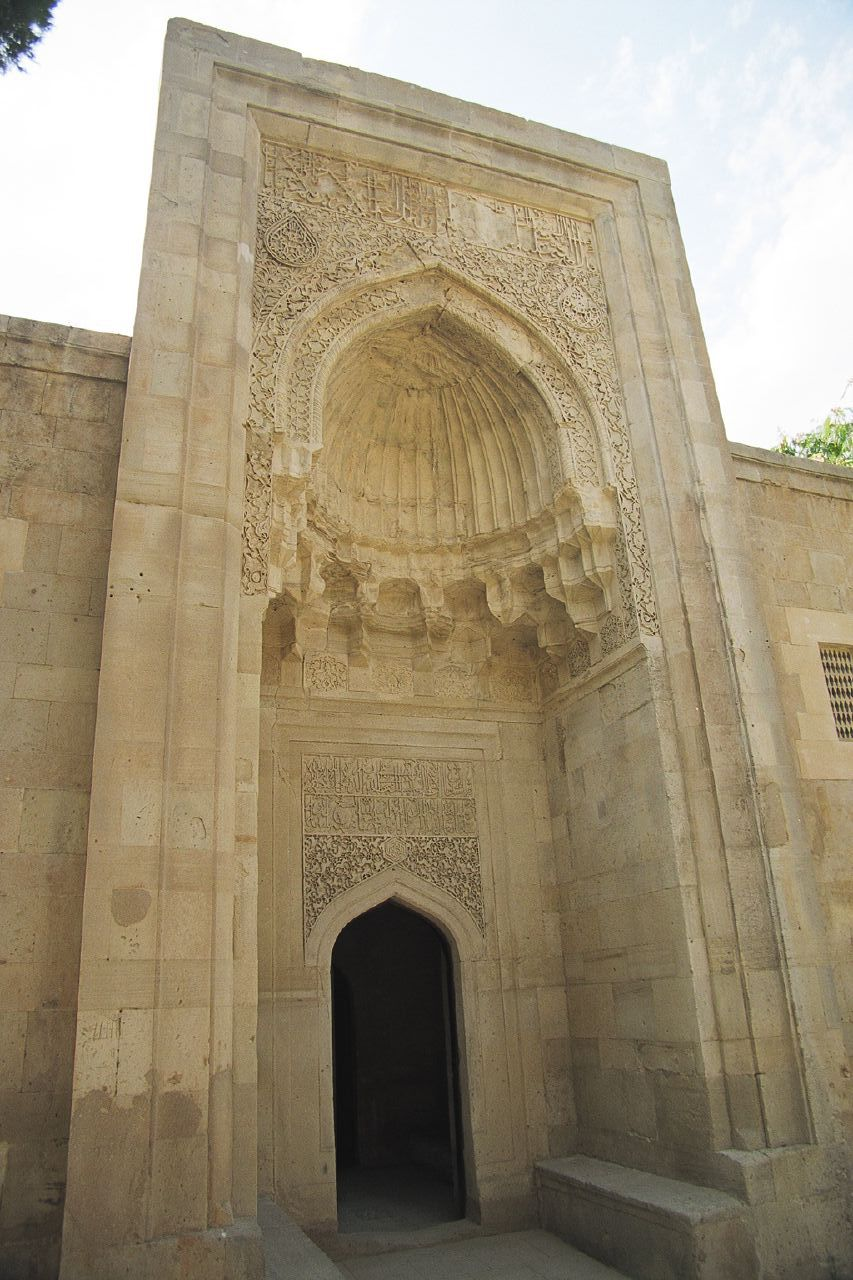
Mausoleu dels xirvanxàs a Bakú,

Divankhana és un petit pavelló de pedra. Està situat dins d'un petit pati envoltat per una galeria en arcada en tres costats. El pavelló Divankhana està format per una gran sala central octaèdrica amb una cúpula de pedra tant dins com fora. L'alt portal, ben proporcionat, de l'entrada principal, està decorat amb un ornament i inscripció aràbiga. L'ornament presenta fulles de vinya i de figuera entrellaçades. El portal està també decorat amb dos medallons, dins dels quals hi ha inscripcions en àrab cúfic.
El mausoleu dels xirvanxàs és de forma regular i coronada amb una cúpula hexaèdrica que està decorada des de l'exterior amb estrelles multiradials. La inscripció de la porta d'entrada indica el propòsit de l'edifici, Khalilullah I, el gran soldà, gran xirvanxà, l'homònim del diví profeta, el defensor de la religió, va ordenar construir aquesta lleugera cripta d'enterrament per a la seva mare i fill al 839 (1435 -1436). En dos medallons amb forma de gota, hi ha inscripcions amb el nom de l'arquitecte: Memar Ali (arquitecte Alí).
La mesquita del Palau (1430) està situada al pati inferior del complex. La senzillesa dels volums prismàtics, completats amb dues cúpules lleugerament apuntades, està ombrejada per una ben proporcionada línia vertical del minaret que s'alça a la cantonada nord-est de l'edifici. Hi ha dues capelles per a l'oració a la mesquita: una sala de grans dimensions per als homes i una sala de menor grandària per a les dones, també un parell d'habitacions secundàries. Hi ha una inscripció sota el cinturó d'estalactites del minaret que diu: El soldà major Khalilullah I va ordenar construir aquest minaret. Que Al·là exalti els dies del seu govern i regne. Any de 845 (1441-1442).
El mausoleu de Seyid Yahya Bakuvi està situat a la part meridional del complex. Seyid Yahya Bakuvi va ser un erudit reial a la cort de Xirvanxah Khalilullah. El mausoleu és de forma octaèdrica, amb una marquesina d'idèntica manera. En part és terreny i en part subterrani. La part superior del mausoleu servia per a dur a terme els ritus de culte, i la part inferior alberga la volta sepulcral. Hi ha tres petites finestres apuntades amb una barra de pedra (Shabaka) en els límits sud, est i oest del mausoleu.
El complex del palau dels Shirvanshah també inclou el portal de les portes Orientals, l'anomenada porta del sultà Murad (1585). Va ser construït dins de les parets de la ciutadella bastant més tard que totes les altres construccions del complex durant l'ocupació otomana de 1585-1603. Van anomenar les portes en honor del soldà Murat III.
La casa dels banys del palau està situada a la terrassa inferior del complex. Es descobrí el 1939 i data del segle xvii. Les excavacions arqueològiques exposaven una casa de bany gran que constava de 26 espais. Sobre la base de les restes que sobreviuen de les parets de la casa de bany es pot dir que els seus espais se solien cobrir amb cúpules i la llum penetrava a través de les obertures a les cúpules. La casa de bany era semisubterrània perquè hi romangués la calor en hivern i la frescor a l'estiu.
El complex del palau dels xirvanxàs es declarà una reserva de museus el 1964 i es prengué sota protecció estatal. Els treballs de restauració essencials encara són en curs.